# Heterospingus
Heterospingus – rodzaj ptaków z rodziny tanagrowatych (Thraupidae).

## Występowanie
Rodzaj obejmuje gatunki występujące w Ameryce Centralnej i północno-zachodniej części Ameryki Południowej.

## Morfologia
Długość ciała 15–17 cm, masa ciała 36–40 g.

## Systematyka

### Etymologia
Greckie ἑτερος heteros – „inny”; σπιγγος spingos – „zięba” < σπιζω spizō – „ćwierkać”.

### Gatunek typowy
Tachyphonus rubrifrons Lawrence

### Podział systematyczny
Do rodzaju należą następujące gatunki:
- Heterospingus rubrifrons (Lawrence, 1865) – czubkobrewik ubogi
- Heterospingus xanthopygius  (Sclater,PL, 1855) – czubkobrewik żałobny